# You Got the Silver
You Got the Silver — песня группы The Rolling Stones с альбома Let It Bleed.

## История создания
Записанная 18 февраля 1969 года, песня «You Got the Silver» стала первой записью the Rolling Stones, в которой гитарист Кит Ричардс выступил в качестве вокалиста (Кит к тому времени уже пел совместно с Миком Джаггером в «Something Happened to Me Yesterday» с альбома Between the Buttons и «Salt of the Earth» с альбома Beggars Banquet). Одна из собственных композиций Ричардса, «You Got the Silver» посвящена его тогдашним отношениям с Анитой Палленберг.
Эй, детка, ты получила мою душу,
Ты получила серебро, ты получила золото.
Свет любви ослепил меня.
Мне плевать, это вовсе не сюрприз.
Это последняя песня, записанная the Rolling Stones с Брайаном Джонсом. Он играет на автоматической арфе, и это одно из его двух появлений на альбоме. Группа также записала версию песни с вокалом Джаггера, но было решено выпустить её в оригинале.

## В массовой культуре
«You Got the Silver» использована в качестве саундтрека к одной из сцен фильма Микеланджело Антониони Забриски-пойнт.

## Живые исполнения
Впервые песня была исполнена вживую лишь во время No Security Tour в 1999 году. Позже Ричардс исполнял её в 2006 во время A Bigger Bang Tour и Европейского тура 2007 года. Живая запись из документального фильма Мартина Скорсезе The Rolling Stones. Да будет свет содержится на одноименном альбоме-концертнике. Во время живых исполнений Кит Ричардс ни на чём не играет.

## Кавер-версии
В 2005 году кавер на песню был записан блюз-певицей Сьюзен Тедесши и включен в её альбом Hope and Desire, а в 2010 — группой Crooked Still для альбома Some Strange Country.